# キッコーマン総合病院
キッコーマン総合病院（きっこーまんそうごうびょういん）は、千葉県野田市にある医療機関。キッコーマン株式会社が運営する企業立病院である。

## 沿革
文久2年（1862年）、しょうゆ醸造家の一家が、蔵で働く蔵人達や家族のために養生所を設けたのが当院の起源とされる。1914年（大正3年）、大正天皇の即位記念事業として野田醤油醸造組合が野田町上花輪に「野田病院」を開院したのが、現在の当病院の始まりである。
時代を考えれば無理からぬことだが設立当初は野田市に公立病院自体が無く、まして大学病院や公立病院など存在していなかったため、過去にはこの病院が事実上の市民総合病院としての役割を果たしてきた。
当院は企業立病院であるが、設立当初よりキッコーマンの従業員やその家族以外でも、地域住民や一般にも広く開放されている。
2012年（平成24年）8月、隣接地に新病院を建設し移転した。また同時に産婦人科においては、分娩を含む入院診療を再開している。新病院は、免震構造を採用して災害対策を強化している。
病院としては珍しく、キッコーマン株式会社のコーポレートカラーであるオレンジを基調とした外観の病院で、従来から消化器内科・消化器外科に加えて、近年整形外科も常勤医師5名体制と強化しており、2013年4月より泌尿器科も常勤医師体制となるなど診療の幅を拡大している。

## 診療科など
- 内科
- 外科
- 小児科
- 産婦人科（2008年3月に分娩の取扱いを休止したが、2012年8月から再開した。）
- 整形外科
- 耳鼻咽喉科
- 眼科
- 脳神経外科
- 皮膚科
- 泌尿器科
- リハビリテーション科
- 麻酔科

## 医療機関の指定など
- 保険医療機関
- 労災保険指定医療機関
- 身体障害者福祉法指定医の配置されている医療機関
- 生活保護法指定医療機関
- 原子爆弾被爆者一般疾病医療取扱医療機関
- 特定疾患治療研究事業委託医療機関
- 小児慢性特定疾患治療研究事業委託医療機関

## 交通アクセス
- 東武野田線（東武アーバンパークライン）愛宕駅下車、徒歩8分。